# Ruinas de Awatovi
Las Ruinas de Awatovi son un «Hito Histórico Nacional» («National Historic Landmark», NHL), designadas como tales en 1964. Se hallan situadas dentro de los límites de la Reserva Hopi, en el Condado de Navajo, Arizona, Estados Unidos. 
En 1540 los hombres de Coronado visitaron la población. Lo que resta son las ruinas de un pueblo de quinientos años de antigüedad. También algunos restos de una misión española construida en el siglo XVII.
En la década de 1930, el artista hopi Fred Kabotie recibió el encargo del Museo Peabody de reproducir los murales prehistóricos hallados en las excavaciones de las Ruinas de Awatovi.

## Historia
Awatovi fue la primera de las poblaciones hopi en ser encontrada y conquistada por los españoles. A principios del siglo XVI, Awatovi era una de las mayores y más importantes de las poblaciones hopis, con una antigüedad de unos cuatrocientos cincuenta años. El primer visitante europeo, en 1540, fue Pedro de Tovar, enviado por Francisco Vázquez de Coronado a las poblaciones hopi una semana después de la captura de Hawikuh. Tras una escaramuza inicial a la llegada de Tovar, los habitantes rápidamente pidieron la paz, ofreciendo presentes de ropa, pieles, turquesa y maíz. Los cinco pueblos hopi restantes enseguida ofrecieron lealtad al Rey de España.
Los españoles no volvieron a visitar al pueblo hopi hasta 1583, cuando la expedición de Antonio de Espejo pasó bastantes días en los pueblos hopi antes de volver hacia el sudoeste a Verde Valley (Valle Verde). Juan de Oñate, en 1598, encontró a los hopis preparados para capitular formalmente al Rey de España. Oñate visitó los pueblos de nuevo en 1605, y el capitán Gerónimo Márquez en 1614, pero no hubo hasta 1629 ningún esfuerzo misionario substancial por parte de los españoles entre los hopis.
Desde entonces y hasta la Revolución Pueblo o Rebelión de Popé de 1680, Awatovi tuvo poco contacto con las fuerzas españolas, y ningún contacto directo con asentamientos españoles. Los hopis esperaron represalias por su participación en la rebelión de Popé, pero no hubo ninguna. Cuando el reconquistador Diego de Vargas llegó en 1692, los hopis volvieron a jurar su alianza con España, y marchó sin incidentes.
Hacia finales del siglo XVIII, la extrema hostilidad de la mayoría de los hopis hacia los cristianos conversos en Awatovi condujo a la destrucción del pueblo. Los atacantes mataron a todos los hombres de Awatovi, y dispersaron las mujeres y niños entre los otros pueblos. El lugar nunca fue vuelto a ocupar.
En la década de 1930, John Otis Brew, del Museo Peabody de Arqueología y Etnología de la Universidad Harvard, en Cambridge, Massachusetts, dirigió unas extensivas excavaciones arqueológicas, de las que se conservan en el museo los archivos y amplias colecciones de artefactos hallados. La mayor parte de sus excavaciones fueron vueltas a llenar.